# Mário Jardel
Mário Jardel Almeida Ribeiro, conocido como Jardel (Fortaleza, 18 de septiembre de 1973) es un exfutbolista brasileño que jugaba como delantero.
Famoso por sus goles de cabeza, es un ídolo en el Grêmio de Porto Alegre, donde fue campeón y máximo goleador de la Copa Libertadores 1995. También tenía un pasaje marcado por el fútbol portugués, donde jugó en el FC Porto y Sporting de Portugal, estableciéndose como uno de los mejores delanteros del mundo en su generación.

## Trayectoria

### Explosión en Europa
Jardel llegó al FC Porto en la temporada 1996-97, procedente del Grêmio de Porto Alegre, con el cual ganó la Copa Libertadores de 1995 siendo el máximo goleador con 12 tantos y durante las cuatro temporadas que representó al club portugués fue máximo goleador del campeonato (130 goles en 125 partidos).
A pesar del éxito en el Oporto, con el que ganó tres Ligas, Jardel se trasladó a Turquía, donde jugó con el Galatasaray, club con el que anotó 24 goles en 22 encuentros.
Jardel regresó a Portugal en 2001 y ayudó al Sporting de Portugal a que lograse el campeonato nacional 18 años después del anterior gracias a sus 42 goles en 30 partidos.

### Declive
Tras abandonar de nuevo el fútbol luso, el dos veces 'Bota de Oro' (98-99 y 01-02) militó en el Bolton (Inglaterra), Ancona (Italia), Newell's Old Boys (Argentina, con cual se consagró campeón, aunque no disputó más de 3 partidos, sin convertir goles), Alavés (España), Palmeiras y Goiás (Brasil), Beira-Mar (Portugal), Anorthosis (Chipre), United Jets (Australia), Criciúma (Brasil), Ferroviário (Brasil), Flamengo (PI) (Brasil), Cherno More (Bulgaria), Rio Negro-AM (Brasil) y Al-Taawon (Arabia Saudita).
Según IFFHS anotó 231 goles en 284 partidos en Primera División

## Clubes
| Club                       | País           | Año       | PJ  | Anotado | Promedio |
| -------------------------- | -------------- | --------- | --- | ------- | -------- |
| Vasco da Gama              | Brasil         | 1991-1994 | 39  | 22      | 0,56     |
| Grêmio                     | Brasil         | 1995-1996 | 73  | 67      | 0,91     |
| Porto                      | Portugal       | 1996-2000 | 125 | 130     | 1,04     |
| Galatasaray                | Turquía        | 2000-2001 | 24  | 22      | 0,92     |
| Sporting Clube de Portugal | Portugal       | 2001-2003 | 43  | 53      | 1,23     |
| Ancona                     | Italia         | 2003      | 4   | 0       | 0        |
| Palmeiras                  | Brasil         | 2004      | 0   | 0       | 0        |
| Bolton Wanderers           | Inglaterra     | 2003-2004 | 7   | 3       | 0,43     |
| Newell's Old Boys          | Argentina      | 2004-2005 | 3   | 0       | 0        |
| Deportivo Alavés           | España         | 2005      | 0   | 0       | 0        |
| Goiás                      | Brasil         | 2005-2006 | 4   | 1       | 0,25     |
| Beira-Mar                  | Portugal       | 2007      | 11  | 3       | 0,27     |
| Anorthosis                 | Chipre         | 2007-2008 | 4   | 1       | 0,25     |
| Newcastle United Jets      | Australia      | 2008      | 11  | 0       | 0        |
| Criciúma                   | Brasil         | 2008      | 26  | 6       | 0,23     |
| Ferroviário                | Brasil         | 2009      | 9   | 2       | 0,22     |
| Flamengo (PI)              | Brasil         | 2010      | 3   | 1       | 0,33     |
| Cherno More                | Bulgaria       | 2010      | 8   | 1       | 0,12     |
| Rio Negro-AM               | Brasil         | 2011      | 13  | 4       | 0,31     |
| Al-Taawon                  | Arabia Saudita | 2011      | 17  | 18      | 1,05     |

## Estadísticas

### Clubes
| Club | Div.          | Temporada     | Liga  | Liga  | Liga   | Regional(1) | Regional(1) | Regional(1) | Copas nacionales(2) | Copas nacionales(2) | Copas nacionales(2) | Torneos internacionales(3) | Torneos internacionales(3) | Torneos internacionales(3) | Total(4) | Total(4) | Total(4) | Media goleadora |
| Club | Div.          | Temporada     | Part. | Goles | Asist. | Part.       | Goles       | Asist.      | Part.               | Goles               | Asist.              | Part.                      | Goles                      | Asist.                     | Part.    | Goles    | Asist.   | Media goleadora |
| --- | ------------- | ------------- | ----- | ----- | ------ | ----------- | ----------- | ----------- | ------------------- | ------------------- | ------------------- | -------------------------- | -------------------------- | -------------------------- | -------- | -------- | -------- | --------------- |
| Ferroviário · Brasil |               |               |       |       |        |             |             |             |                     |                     |                     |                            |                            |                            |          |          |          |                 |
| 1.ª | 1990          | —             | —     | —     | 2      | 0           | 0           | —           | —                   | —                   | —                   | —                          | —                          | 2                          | 0        | 0        | 0,00     |                 |
| 1.ª | 2009          | —             | —     | —     | 9      | 2           | 0           | —           | —                   | —                   | —                   | —                          | —                          | 9                          | 2        | 0        | 0,22     |                 |
| Total club | Total club    | 0             | 0     | 0     | 11     | 2           | 0           | 0           | 0                   | 0                   | 0                   | 0                          | 0                          | 11                         | 2        | 0        | 0,18     |                 |
| Vasco da Gama · Brasil |               |               |       |       |        |             |             |             |                     |                     |                     |                            |                            |                            |          |          |          |                 |
| 1.ª | 1992          | —             | —     | —     | 2      | 1           | 0           | —           | —                   | —                   | —                   | —                          | —                          | 2                          | 1        | 0        | 0,50     |                 |
| 1.ª | 1993          | 2             | 0     | 0     | 18     | 9           | 2           | 2           | 0                   | 0                   | —                   | —                          | —                          | 22                         | 9        | 2        | 0,41     |                 |
| 1.ª | 1994          | 13            | 3     | 0     | 14     | 4           | 2           | 7           | 3                   | 2                   | —                   | —                          | —                          | 34                         | 10       | 4        | 0,29     |                 |
| Total club | Total club    | 15            | 3     | 0     | 34     | 14          | 4           | 9           | 3                   | 2                   | 0                   | 0                          | 0                          | 58                         | 20       | 6        | 0,35     |                 |
| Grêmio · Brasil |               |               |       |       |        |             |             |             |                     |                     |                     |                            |                            |                            |          |          |          |                 |
| 1.ª | 1995          | 13            | 11    | 1     | 24     | 14          | 4           | 13          | 6                   | 1                   | 19                  | 16                         | 2                          | 69                         | 47       | 8        | 0,68     |                 |
| 1.ª | 1996          | —             | —     | —     | 17     | 8           | 2           | 5           | 1                   | 1                   | 7                   | 5                          | 0                          | 29                         | 14       | 3        | 0,48     |                 |
| Total club | Total club    | 13            | 11    | 1     | 41     | 22          | 6           | 18          | 7                   | 2                   | 26                  | 21                         | 2                          | 98                         | 61       | 11       | 0,62     |                 |
| FC Porto Portugal |               |               |       |       |        |             |             |             |                     |                     |                     |                            |                            |                            |          |          |          |                 |
| 1.ª | 1996-97       | 31            | 30    | 7     | —      | —           | —           | 5           | 1                   | 0                   | 8                   | 4                          | 0                          | 44                         | 35       | 7        | 0,80     |                 |
| 1.ª | 1997-98       | 30            | 26    | 3     | —      | —           | —           | 6           | 10                  | 0                   | 5                   | 3                          | 0                          | 41                         | 39       | 3        | 0,95     |                 |
| 1.ª | 1998-99       | 32            | 36    | 7     | —      | —           | —           | 1           | 0                   | 0                   | 6                   | 2                          | 3                          | 39                         | 38       | 10       | 0,97     |                 |
| 1.ª | 1999-00       | 32            | 38    | 4     | —      | —           | —           | 6           | 8                   | 2                   | 13                  | 10                         | 0                          | 51                         | 56       | 6        | 1,10     |                 |
| Total club | Total club    | 125           | 130   | 21    | 0      | 0           | 0           | 18          | 19                  | 2                   | 32                  | 19                         | 3                          | 175                        | 168      | 26       | 0,96     |                 |
| Galatasaray SK Turquía |               |               |       |       |        |             |             |             |                     |                     |                     |                            |                            |                            |          |          |          |                 |
| 1.ª | 2000-01       | 24            | 22    | 4     | —      | —           | —           | 2           | 1                   | 1                   | 17                  | 11                         | 0                          | 43                         | 34       | 5        | 0,79     |                 |
| Total club | Total club    | 24            | 22    | 4     | 0      | 0           | 0           | 2           | 1                   | 1                   | 17                  | 11                         | 0                          | 43                         | 34       | 5        | 0,79     |                 |
| Sporting de Portugal Portugal |               |               |       |       |        |             |             |             |                     |                     |                     |                            |                            |                            |          |          |          |                 |
| 1.ª | 2001-02       | 30            | 42    | 6     | —      | —           | —           | 5           | 7                   | 2                   | 6                   | 6                          | 2                          | 41                         | 55       | 10       | 1,34     |                 |
| 1.ª | 2002-03       | 19            | 11    | 4     | —      | —           | —           | 2           | 1                   | 0                   | —                   | —                          | —                          | 21                         | 12       | 4        | 0,57     |                 |
| Total club | Total club    | 49            | 53    | 10    | 0      | 0           | 0           | 7           | 8                   | 2                   | 6                   | 6                          | 2                          | 62                         | 67       | 14       | 1,08     |                 |
| Bolton Wanderers Inglaterra |               |               |       |       |        |             |             |             |                     |                     |                     |                            |                            |                            |          |          |          |                 |
| 1.ª | 2003-04       | 7             | 3     | 1     | —      | —           | —           | 5           | 3                   | 0                   | —                   | —                          | —                          | 12                         | 3        | 1        | 0,25     |                 |
| Total club | Total club    | 7             | 3     | 1     | 0      | 0           | 0           | 5           | 3                   | 0                   | 0                   | 0                          | 0                          | 12                         | 3        | 1        | 0,25     |                 |
| US Ancona · Italia |               |               |       |       |        |             |             |             |                     |                     |                     |                            |                            |                            |          |          |          |                 |
| 1.ª | 2004          | 3             | 0     | 0     | —      | —           | —           | —           | —                   | —                   | —                   | —                          | —                          | 3                          | 0        | 0        | 0,00     |                 |
| Total club | Total club    | 3             | 0     | 0     | 0      | 0           | 0           | 0           | 0                   | 0                   | 0                   | 0                          | 0                          | 3                          | 0        | 0        | 0,00     |                 |
| Newell's Old Boys Argentina | 1.ª           | 2004          | 3     | 0     | 0      | —           | —           | —           | —                   | —                   | —                   | —                          | —                          | —                          | 3        | 0        | 0        | 0,00            |
| Newell's Old Boys Argentina | Total club    | Total club    | 3     | 0     | 0      | 0           | 0           | 0           | 0                   | 0                   | 0                   | 0                          | 0                          | 0                          | 3        | 0        | 0        | 0,00            |
| Goiás · Brasil |               |               |       |       |        |             |             |             |                     |                     |                     |                            |                            |                            |          |          |          |                 |
| 1.ª | 2005          | 4             | 1     | 0     | —      | —           | —           | —           | —                   | —                   | —                   | —                          | —                          | 4                          | 1        | 0        | 0,25     |                 |
| 1.ª | 2006          | —             | —     | —     | 10     | 2           | 1           | —           | —                   | —                   | 1                   | 0                          | 0                          | 11                         | 2        | 1        | 0,18     |                 |
| Total club | Total club    | 4             | 1     | 0     | 10     | 2           | 1           | 0           | 0                   | 0                   | 1                   | 0                          | 0                          | 15                         | 3        | 1        | 0,20     |                 |
| Beira-Mar Portugal |               |               |       |       |        |             |             |             |                     |                     |                     |                            |                            |                            |          |          |          |                 |
| 1.ª | 2006-07       | 12            | 3     | 1     | —      | —           | —           | 1           | 1                   | 0                   | —                   | —                          | —                          | 13                         | 4        | 1        | 0,31     |                 |
| Total club | Total club    | 12            | 3     | 1     | 0      | 0           | 0           | 1           | 1                   | 0                   | 0                   | 0                          | 0                          | 13                         | 4        | 1        | 0,31     |                 |
| Anorthosis Famagusta Chipre |               |               |       |       |        |             |             |             |                     |                     |                     |                            |                            |                            |          |          |          |                 |
| 1.ª | 2007          | 7             | 3     | 1     | —      | —           | —           | —           | —                   | —                   | —                   | —                          | —                          | 7                          | 3        | 1        | 0,43     |                 |
| Total club | Total club    | 7             | 3     | 1     | 0      | 0           | 0           | 0           | 0                   | 0                   | 0                   | 0                          | 0                          | 7                          | 3        | 1        | 0,43     |                 |
| Newcastle Jets Australia |               |               |       |       |        |             |             |             |                     |                     |                     |                            |                            |                            |          |          |          |                 |
| 1.ª | 2007          | 11            | 0     | 0     | —      | —           | —           | —           | —                   | —                   | —                   | —                          | —                          | 11                         | 0        | 0        | 0,00     |                 |
| Total club | Total club    | 11            | 0     | 0     | 0      | 0           | 0           | 0           | 0                   | 0                   | 0                   | 0                          | 0                          | 11                         | 0        | 0        | 0,00     |                 |
| Criciúma · Brasil |               |               |       |       |        |             |             |             |                     |                     |                     |                            |                            |                            |          |          |          |                 |
| 2.ª | 2008          | 16            | 4     | 2     | —      | —           | —           | —           | —                   | —                   | —                   | —                          | —                          | 16                         | 4        | 2        | 0,25     |                 |
| Total club | Total club    | 16            | 4     | 2     | 0      | 0           | 0           | 0           | 0                   | 0                   | 0                   | 0                          | 0                          | 16                         | 4        | 2        | 0,25     |                 |
| América-CE · Brasil |               |               |       |       |        |             |             |             |                     |                     |                     |                            |                            |                            |          |          |          |                 |
| 3.ª | 2009          | —             | —     | —     | 3      | 0           | 0           | —           | —                   | —                   | —                   | —                          | —                          | 3                          | 0        | 0        | 0,00     |                 |
| Total club | Total club    | 0             | 0     | 0     | 3      | 0           | 0           | 0           | 0                   | 0                   | 0                   | 0                          | 0                          | 3                          | 0        | 0        | 0,00     |                 |
| Flamengo de Piauí · Brasil |               |               |       |       |        |             |             |             |                     |                     |                     |                            |                            |                            |          |          |          |                 |
| 4.ª | 2010          | —             | —     | —     | 4      | 0           | 0           | 1           | 0                   | 0                   | —                   | —                          | —                          | 5                          | 0        | 0        | 0,00     |                 |
| Total club | Total club    | 0             | 0     | 0     | 4      | 0           | 0           | 1           | 0                   | 0                   | 0                   | 0                          | 0                          | 5                          | 0        | 0        | 0,00     |                 |
| Cherno More Varna Bulgaria |               |               |       |       |        |             |             |             |                     |                     |                     |                            |                            |                            |          |          |          |                 |
| 1.ª | 2010          | 8             | 1     | 0     | —      | —           | —           | —           | —                   | —                   | —                   | —                          | —                          | 8                          | 1        | 0        | 0,13     |                 |
| Total club | Total club    | 8             | 1     | 0     | 0      | 0           | 0           | 0           | 0                   | 0                   | 0                   | 0                          | 0                          | 8                          | 1        | 0        | 0,13     |                 |
| Total carrera | Total carrera | Total carrera | 297   | 231   | 41     | 103         | 40          | 11          | 61                  | 42                  | 9                   | 82                         | 57                         | 7                          | 543      | 370      | 68       | 0,68            |
| (1) Incluye datos del Campeonato Carioca / Torneo Río-São Paulo / Torneo João Havelange / Copa Río (1992-94); Campeonato Gaucho (1995-96); Campeonato Goiano (2006); Campeonato Cearense (1990-09); Campeonato Cearense-Serie B (2009); Campeonato Piauiense (2010). (2) Incluye datos de la Copa dos Campeões Mundiais (1995); Supercopa de Portugal (1996-99); Copa de Turquía (2001); Copa de la Liga de Inglaterra / FA Cup (2003-04); Copa de Portugal (1996-06); Copa de Brasil (1993-10). (3) Incluye datos de la Supercopa Sudamericana / Copa Intercontinental / Recopa Sudamericana (1995-96); Supercopa de Europa (2000); Liga de Campeones de la UEFA (1996-01); Copa de la UEFA (2001); Copa Libertadores (1995-06). (4) No incluye goles en partidos amistosos. |               |               |       |       |        |             |             |             |                     |                     |                     |                            |                            |                            |          |          |          |                 |

### Selecciones
| Selección                                                                           | Temporada     | Amistosos | Amistosos | Amistosos | Sudamérica(1) | Sudamérica(1) | Sudamérica(1) | Mundial | Mundial | Mundial | Total | Total | Total  | Media goleadora |
| Selección                                                                           | Temporada     | Part.     | Goles     | Asist.    | Part.         | Goles         | Asist.        | Part.   | Goles   | Asist.  | Part. | Goles | Asist. | Media goleadora |
| ----------------------------------------------------------------------------------- | ------------- | --------- | --------- | --------- | ------------- | ------------- | ------------- | ------- | ------- | ------- | ----- | ----- | ------ | --------------- |
| Sub-20 · Brasil                                                                     | 1993          | —         | —         | —         | —             | —             | —             | 1       | 0       | 0       | 1     | 0     | 0      | 0,00            |
| Sub-20 · Brasil                                                                     | Total         | 0         | 0         | 0         | 0             | 0             | 0             | 1       | 0       | 0       | 1     | 0     | 0      | 0,00            |
| Adulta · Brasil                                                                     | 1996          | 2         | 0         | 0         | —             | —             | —             | —       | —       | —       | 2     | 0     | 0      | 0,00            |
| Adulta · Brasil                                                                     | 1997          | 1         | 0         | 0         | —             | —             | —             | —       | —       | —       | 1     | 0     | 0      | 0,00            |
| Adulta · Brasil                                                                     | 1998          | —         | —         | —         | —             | —             | —             | —       | —       | —       | 0     | 0     | 0      | 0,00            |
| Adulta · Brasil                                                                     | 1999          | 2         | 0         | 0         | —             | —             | —             | —       | —       | —       | 2     | 0     | 0      | 0,00            |
| Adulta · Brasil                                                                     | 2000          | 2         | 1         | 0         | —             | —             | —             | —       | —       | —       | 2     | 1     | 0      | 0,50            |
| Adulta · Brasil                                                                     | 2001          | —         | —         | —         | 3             | 0             | 0             | —       | —       | —       | 3     | 0     | 0      | 0,00            |
| Adulta · Brasil                                                                     | Total         | 7         | 1         | 0         | 3             | 0             | 0             | 0       | 0       | 0       | 10    | 1     | 0      | 0,10            |
| Total carrera                                                                       | Total carrera | 7         | 1         | 0         | 3             | 0             | 0             | 1       | 0       | 0       | 11    | 1     | 0      | 0,09            |
| (1) Incluye los partidos de la Copa América / Clasificatorias Sudamericanas (2001). |               |           |           |           |               |               |               |         |         |         |       |       |        |                 |

### Resumen estadístico
| Competición           | Partidos | Goles | Promedio | Asistencias | Promedio | Goles y asistencias | Promedio |
| --------------------- | -------- | ----- | -------- | ----------- | -------- | ------------------- | -------- |
| Primera División      | 281      | 227   | 0,81     | 39          | 0,14     | 266                 | 0,95     |
| Segunda División      | 16       | 4     | 0,25     | 2           | 0,13     | 6                   | 0,38     |
| Regional              | 103      | 40    | 0,39     | 11          | 0,11     | 51                  | 0,50     |
| Copas nacionales      | 61       | 42    | 0,69     | 9           | 0,15     | 51                  | 0,84     |
| Copas internacionales | 82       | 57    | 0,70     | 7           | 0,09     | 64                  | 0,78     |
| Selección adulta      | 10       | 1     | 0,10     | 0           | 0,00     | 1                   | 0,10     |
| Selección sub-20      | 1        | 0     | 0,00     | 0           | 0,00     | 0                   | 0,00     |
| Total                 | 554      | 371   | 0,67     | 68          | 0,12     | 439                 | 0,79     |

### Hat-tricks
| 1  | 2 de mayo de 1993        | Jair Siqueira Bittencourt, Itaperuna     | Itaperuna - Vasco da Gama                |  | 2 - 4 | Copa Río 1993            |
| 2  | 5 de abril de 1995       | Olímpico Monumental, Porto Alegre        | Grêmio - Grêmio Santanense               |  | 7 - 0 | Campeonato Gaucho 1995   |
| 3  | 26 de julio de 1995      | Olímpico Monumental, Porto Alegre        | Grêmio - Palmeiras                       |  | 5 - 0 | Copa Libertadores 1995   |
| 4  | 30 de junio de 1996      | Olímpico Monumental, Porto Alegre        | Grêmio - Juventude                       |  | 4 - 0 | Campeonato Gaucho 1996   |
| 5  | 15 de febrero de 1997    | Municipal de Chaves, Chaves              | GD Chaves - FC Porto                     |  | 2 - 4 | Primeira Divisão 1996-97 |
| 6  | 1 de diciembre de 1997   | Das Antas, Oporto                        | FC Porto - SC Farense                    |  | 5 - 2 | Primeira Divisão 1997-98 |
| 7  | 16 de diciembre de 1997  | Das Antas, Oporto                        | FC Porto - Juventude Évora               |  | 9 - 1 | Copa de Portugal 1997-98 |
| 8  | 10 de mayo de 1998       | Das Antas, Oporto                        | FC Porto - SC Salgueiros                 |  | 7 - 2 | Primeira Divisão 1997-98 |
| 9  | 24 de enero de 1999      | Das Antas, Oporto                        | FC Porto - Beira-Mar                     |  | 7 - 1 | Primeira Divisão 1998-99 |
| 10 | 16 de mayo de 1999       | Das Antas, Oporto                        | FC Porto - Académica de Coimbra          |  | 7 - 1 | Primeira Divisão 1998-99 |
| 11 | 18 de septiembre de 1999 | Das Antas, Oporto                        | FC Porto - Rio Ave FC                    |  | 4 - 1 | Primeira Liga 1999-00    |
| 12 | 28 de noviembre de 1999  | Engenheiro Vidal Pinheiro, Oporto        | SC Salgueiros - FC Porto                 |  | 0 - 4 | Primeira Liga 1999-00    |
| 13 | 13 de diciembre de 1999  | Do Bonfim, Setúbal                       | Vitória Setúbal - FC Porto               |  | 1 - 4 | Primeira Liga 1999-00    |
| 14 | 20 de diciembre de 1999  | Das Antas, Oporto                        | FC Porto - SC Farense                    |  | 5 - 0 | Primeira Liga 1999-00    |
| 15 | 8 de febrero de 2000     | Das Antas, Oporto                        | FC Porto - Fafe                          |  | 3 - 0 | Copa de Portugal 1999-00 |
| 16 | 22 de abril de 2000      | Das Antas, Oporto                        | FC Porto - Vitória Setúbal               |  | 4 - 1 | Primeira Liga 1999-00    |
| 17 | 19 de agosto de 2000     | Ali Sami Yen, Estambul                   | Galatasaray SK - Erzurumspor             |  | 7 - 0 | 1. Lig 2000-01           |
| 18 | 30 de septiembre de 2000 | Ankara 19 Mayis, Ankara                  | Gençlerbirliği SK - Galatasaray SK       |  | 1 - 4 | 1. Lig 2000-01           |
| 19 | 23 de septiembre de 2001 | São Luís, Faro                           | SC Farense - Sporting de Portugal        |  | 1 - 3 | Primeira Liga 2001-02    |
| 20 | 1 de noviembre de 2001   | José Alvalade, Lisboa                    | Sporting de Portugal - Halmstads BK      |  | 6 - 1 | Copa de la UEFA 2001-02  |
| 21 | 17 de noviembre de 2001  | José Alvalade, Lisboa                    | Sporting de Portugal - CF Villanovense   |  | 3 - 1 | Copa de Portugal 2001-02 |
| 22 | 26 de enero de 2002      | Complexo Desportivo, Alverca do Ribatejo | Alverca - Sporting de Portugal           |  | 1 - 3 | Primeira Liga 2001-02    |
| 23 | 2 de febrero de 2002     | José Alvalade, Lisboa                    | Sporting de Portugal - UD Leiria         |  | 4 - 1 | Primeira Liga 2001-02    |
| 24 | 2 de febrero de 2003     | José Alvalade, Lisboa                    | Sporting de Portugal - Paços de Ferreira |  | 4 - 0 | Primeira Liga 2002-03    |

## Palmarés

### Campeonatos regionales
| Título             | Club          | Región             | Año  |
| ------------------ | ------------- | ------------------ | ---- |
| Campeonato Carioca | Vasco da Gama | Río de Janeiro     | 1992 |
| Campeonato Carioca | Vasco da Gama | Río de Janeiro     | 1993 |
| Campeonato Carioca | Vasco da Gama | Río de Janeiro     | 1994 |
| Campeonato Gaúcho  | Grêmio        | Río Grande del Sur | 1995 |
| Campeonato Gaúcho  | Grêmio        | Río Grande del Sur | 1996 |
| Campeonato Goiano  | Goiás         | Goiás              | 2006 |

### Campeonatos nacionales
| Título                | Club                 | País      | Año    |
| --------------------- | -------------------- | --------- | ------ |
| Primeira Liga         | Porto                | Portugal  | 1997   |
| Supercopa de Portugal | Porto                | Portugal  | 1997   |
| Primeira Liga         | Porto                | Portugal  | 1998   |
| Copa de la Liga       | Porto                | Portugal  | 1998   |
| Supercopa de Portugal | Porto                | Portugal  | 1998   |
| Primeira Liga         | Porto                | Portugal  | 1999   |
| Supercopa de Portugal | Porto                | Portugal  | 1999   |
| Copa de la Liga       | Porto                | Portugal  | 2000   |
| Primeira Liga         | Sporting CP          | Portugal  | 2002   |
| Copa de la Liga       | Sporting CP          | Portugal  | 2002   |
| Primera División      | Newell's Old Boys    | Argentina | A-2004 |
| Copa de Chipre        | Anorthosis Famagusta | Chipre    | 2007   |
| Supercopa de Chipre   | Anorthosis Famagusta | Chipre    | 2007   |
| A-League              | Newcastle Jets       | Australia | 2008   |

### Copas internacionales
| Título              | Club        | País     | Año  |
| ------------------- | ----------- | -------- | ---- |
| Copa Libertadores   | Grêmio      | Colombia | 1995 |
| Recopa Sudamericana | Grêmio      | Japón    | 1996 |
| Supercopa de Europa | Galatasaray | Mónaco   | 2000 |

### Distinciones individuales
| Distinción                                                | Año     |
| --------------------------------------------------------- | ------- |
| Máximo goleador de la Copa Libertadores (12 goles)        | 1995    |
| Máximo goleador de la Primeira Liga (30 goles)            | 1997    |
| Mejor Jugador de la Primeira Liga                         | 1997    |
| Máximo goleador de la Primeira Liga (26 goles)            | 1998    |
| Máximo goleador de la Primeira Liga (36 goles)            | 1999    |
| Mejor Jugador de la Primeira Liga                         | 1999    |
| Bota de Oro                                               | 1998-99 |
| Máximo goleador de la Primeira Liga (37 goles)            | 2000    |
| Máximo goleador de la Liga de Campeones (10 goles)        | 2000    |
| Mejor goleador mundial de Primera División según la IFFHS | 1999    |
| Mejor goleador mundial de Primera División según la IFFHS | 2000    |
| Nominado al Balón de Oro                                  | 2000    |
| Máximo goleador de la Primeira Liga (42 goles)            | 2002    |
| Mejor Jugador de la Primeira Liga                         | 2002    |
| Bota de Oro                                               | 2001-02 |